# Francis Lawrence Connors
Francis Lawrence Connors, aussi connu comme Frank Connors, (né le 14 novembre 1891 à Ottawa, mort le 31 mars 1964 à Québec) est un pharmacien et un homme politique du Québec.  Il fut député du parti libéral à l'Assemblée législative du Québec de 1935 à 1942 et ministre dans les deux gouvernements Godbout.

## Biographie
Il est le fils d'Edward John Connors et d'Esther Moylan.  Le 8 juin 1921, il épouse Irène O'Connell, à l'église St. Patrick de Montréal.
Il exerce sa profession de pharmacien-chimiste à Montréal.
Il est élu député du parti libéral dans la circonscription électorale de Montréal–Sainte-Anne lors de l'élection générale québécoise du 25 novembre 1935.  Le 27 juin 1936, il est nommé ministre sans portefeuille dans l'éphémère premier gouvernement Adélard Godbout. Lors de l'élection générale du 17 août 1936, il est réélu député mais son parti perd le pouvoir. Il est réélu député à l'élection générale du 25 octobre 1939, lors de laquelle le parti libéral revient au pouvoir. Le 8 novembre 1939, il est de nouveau nommé ministre sans portefeuille dans le second gouvernement Godbout. Le 14 janvier 1942, il démissionne comme député pour être nommé membre du Conseil législatif (division des Mille-Isles).
Il est inhumé dans le cimetière Notre-Dame-des-Neiges de Montréal.